# Томашик Самуел
То́машик Са́муел (8 січня 1813, Єшлава, Австрійська імперія — 10 вересня 1887, Хижне, Австро-Угорська імперія) — словацький поет-романтик й прозаїк.
Автор віршу  «Hej, Slováci» (Гей, Слов'яни), який є гімном панславіського руху, який в 1939—1945 роках став національним гімном Словаччини, з 1944 року — національним гімном Югославії, пізніше — Союзу Сербії та Чорногорії до 2006 року. Український переклад даного віршу здійснив Павло Грабовський у 1895 році, опублікованій в збірці «З чужого поля».

## Твори
- 1888 — Básně a písně, collective writing
- 1834 — Hej, Slováci (original name Na Slovany), hymnic song
- 1846 — Hladomra, the first prose (legend)
- 1864 — Bašovci na Muránskom zámku, tale
- 1865 — Sečovci, veľmoži gemerskí, tale
- 1867 — Vešelínovo dobytie Muráňa, tale
- 1870 — Odboj Vešelínov, tale
- 1873 — Malkotenti, tale
- 1876 — Kuruci, tale
- 1872 — Pamäti gemersko-malohontské, factual writing about the Gemer history
- 1883 — Denkwürdigkeiten des Muranyer Schlosses, mit Bezug auf die Vaterländische Geschichte, factual history of the Muráň Castle
- Barón Trenck, leader of the pandoors, unfinished novel (only manuscript)
- Svadba pod Kohoutem, drama (only manuscript)
- Kolo Tatier čierňava, revolutionary song
- Hej, pod Kriváňom (originally Hej, pod Muráňom), nationalized song
- Ja som bača veľmi starý